# 柳状野扇花
柳状野扇花（学名：Sarcococca saligna）为黄杨科野扇花属的植物。分布于印度、阿富汗、尼泊尔以及中国大陆的西藏等地，生长于海拔1,200米至2,300米的地区，多生于常绿林下阴处，目前尚未由人工引种栽培。